# Горпишин, Сергей Вячеславович
Серге́й Вячесла́вович Горпи́шин (род. 31 августа 1997 года, Эрланген, Германия) — российский гандболист, выступающий за клуб «Потсдам» и сборную России.

## Карьера
Сын двукратного олимпийского чемпиона по гандболу Вячеслава Горпишина. Родился в Германии, где тогда выступал отец.
Начинал профессиональную карьеру в клубе «Шпринге». В июле 2017 года подписал однолетний контракт с немецким клубом «Эрланген».
Выступал на молодёжном чемпионате Европы 2016.

## Статистика
Статистика Вячеслава Горпишина в сезоне 2018/19 указана на 26.11.2018.
| Сезон          | Клуб     | Лига       | Матчи | Голы | 7-метр | Голы |
| -------------- | -------- | ---------- | ----- | ---- | ------ | ---- |
| 2017/18        | Эрланген | Бундеслига | 10    | 7    | 0      | 7    |
| 2018/19        | Эрланген | Бундеслига | 9     | 0    | 0      | 0    |
| 2017 — по н.в. | Итого    | Бундеслига |       |      |        |      |